# اوه یون آه
اوه یون آه (کره‌ای: 오윤아؛ زادهٔ ۱۸ اکتبر ۱۹۸۰) بازیگر اهل کره جنوبی است. او در مجموعه‌های تلویزیونی سرزمین بادها (۲۰۰۸)، آتنا: الهه جنگ (۲۰۱۰)، سایمدانگ، خاطرات درخشان (۲۰۱۷)، پسر خوشتیپ و جونگ اوم (۲۰۱۸) و یکبار دیگر (۲۰۲۰) ایفای نقش کرده‌است.